# Reginald Wyer
Reginald „Reg“ Herbert Wyer (* 30. Oktober 1901 in London, England; † zwischen Oktober und Dezember 1970 in Bognor Regis, England) war ein britischer Kameramann.

## Leben und Wirken
Reg Wyer, wie er in der Branche kurz genannt wurde, begann seine berufliche Laufbahn im Jahre 1915 als Standfotograf bei der Londoner Firma Speights in der Bond Street. 1919 stieg er dort zum Kameraassistenten auf. In den kommenden zwei Jahrzehnten war er als Assistent und einfacher Kameramann an einer Fülle von dokumentarischen Filmen beteiligt. Nebenbei zeichnete Reg Wyer 1933 als Koproduzent für die 56 Minuten kurze Gruselgeschichte The Unholy Quest verantwortlich.
1940 wurde er zum Chefkameramann beim staatlich subventionierten Dokumentarfilm (für die Organisationen Verity und MOI) berufen. Mit dem melodramatischen Stoff Der letzte Schleier fotografierte Wyer bei Kriegsende 1945 seinen ersten Spielfilm, zugleich einen veritablen Kassenschlager. Seitdem war er an einer Reihe von sehr unterschiedlich wertigen Unterhaltungsstücken ganz verschiedener Genres beteiligt. Wyer fotografierte überwiegend B-Produktionen, gelegentlich aber auch Qualitätsfilme wie Quartett, So ist das Leben und Der Gefangene. Nur selten legte er über das reine Routinemaß hinausgehende Kunstfertigkeiten an den Tag. Zuletzt stand er bei mittel- bis niedrigbudgetierten Filmen -- Krimis, Horrorgeschichten, Science-Fiction-Stoffe und Lustspiele wie zwei Produkte der Carry-On-Filmreihe-- hinter der Kamera. Bei der aufwändigen Komödie Tolldreiste Kerle in rasselnden Raketen fotografierte Wyer 1966 eine Reihe von internationalen Stars.
Reg Wyer starb im letzten Quartal des Jahres 1970 in Bognor Regis an der britischen Kanalküste.

## Filmografie
- 1933: The Unholy Quest (nur Coproduktion)
- 1934: Thunder in the Air (Kurzfilm)
- 1941: The Berth of a Queen (Kurzdokumentarfilm)
- 1941: We Won’t Forget (Kurzdokumentarfilm)
- 1943: The Crown of the Year (Kurzdokumentarfilm)
- 1944: Men of Rochdale (Kurzdokumentarfilm)
- 1945: Der letzte Schleier (The Seventh Veil)
- 1945: Die Jahre dazwischen (The Years Between)
- 1946: Land of Promise (Kurzdokumentarfilm)
- 1946: A Girl in a Million
- 1946: Daybreak
- 1947: Abgründe (The Upturned Glass)
- 1947: Symbol des Glücks (The White Unicorn)
- 1947: Entscheidung in Ascot (The Calendar)
- 1948: Quartett (Quartet)
- 1948: Vote for Huggett
- 1949: Männer, Mädchen, Diamanten (Diamond City)
- 1949: Paris um Mitternacht (So Long at the Fair)
- 1950: So ist das Leben (Trio)
- 1950: Lebensgefährlich (Highly Dangerous)
- 1951: Home to Danger
- 1951: The Happy Family
- 1952: Mantrap
- 1953: An der Straßenecke (Street Corner)
- 1953: Gefahr für Barbara (Personal Affair)
- 1953: Endstation Harem (You Know What Sailors Are)
- 1954: Ins Paradies verdammt (The Beachcomber)
- 1954: Der Gefangene (The Prisoner)
- 1955: Nach Paris der Liebe wegen (To Paris with Love)
- 1955: …aber lieb sind sie doch ! (All for Mary)
- 1955: Ein Alligator namens Daisy (An Alligator Named Daisy)
- 1955: Kronzeuge gesucht (Eyewitness)
- 1956: Im Schatten der Angst (The Weapon)
- 1956: True as a Turtle
- 1957: Brücke der Vergeltung (Across the Bridge)
- 1957: Kinder der Straße (Violent Playground)
- 1958: Eine Insel steht kopf (Rockets Galore)
- 1958: Wütende See (Sea Fury)
- 1958: Operation Amsterdam (Operation Amsterdam)
- 1958: 41 Grad Liebe (Carry On Nurse)
- 1959: Ist ja irre – Lauter liebenswerte Lehrer (Carry On Teacher)
- 1959: The Heart of a Man
- 1960: Dentist in the Chair
- 1960: Ein Nerz an der Angel (Make Mine Mink)
- 1961: Die Küche (The Kitchen)
- 1961: Hypno
- 1962: O Darling - was für ein Verkehr (The Fast Lady)
- 1962: Masters of Venus
- 1963: Polizeispitzel X 2 (The Informers)
- 1963: Ach du lieber Vater (Father Came Too)
- 1964: Verführen will gelernt sein (Rattle of a Simple Man)
- 1964: Die Letzten von Fort Kandahar (The Brigand of Kandahar)
- 1965: Die Gruft der toten Frauen (Devils of Darkness)
- 1965: Insel des Schreckens (Island of Terror)
- 1967: Tolldreiste Kerle in rasselnden Raketen (Jules Verne’s Rocket to the Moon)
- 1967: Brennender Tod (Night of the Big Heat)